# Fontenay-sur-Eure
Fontenay-sur-Eure är en kommun i departementet Eure-et-Loir i regionen Centre-Val de Loire strax norr om centrala Frankrike. Kommunen ligger i kantonen Chartres-Sud-Ouest som tillhör arrondissementet Chartres. År 2022 hade Fontenay-sur-Eure 1 180 invånare.

## Befolkningsutveckling
Antalet invånare i kommunen Fontenay-sur-Eure
Referens:INSEE